# Premiata agenzia Whitney
Premiata agenzia Whitney (Tenspeed and Brown Shoe) è una serie televisiva statunitense in 13 episodi trasmessi per la prima volta nel corso di una sola stagione nel 1980.
È una commedia poliziesca incentrata sulle vicende di due detective che hanno aperto la loro agenzia a Los Angeles. E. L. ("Early Leroy") "Tenspeed" Turner (Ben Vereen) è un imbroglione che diventa detective per soddisfare le esigenze della libertà condizionale. Il suo compagno Lionel "Brownshoe" Whitney (Jeff Goldblum) è un archetipico agente di borsa, con una fidanzata fastidiosa, che aveva sempre voluto essere un detective in stile Humphrey Bogart anni quaranta.

## Personaggi e interpreti
- E.L. 'Tenspeed' Turner (13 episodi, 1980), interpretato da	Ben Vereen.
- Lionel Whitney (13 episodi, 1980), interpretato da	Jeff Goldblum.
- Tedesco (2 episodi, 1980), interpretato da	Richard Romanus.
- Bunny (2 episodi, 1980), interpretato da	Simone Griffeth.
- Little Mo (2 episodi, 1980), interpretato da	Luke Andreas.
- Chip Vincent (2 episodi, 1980), interpretato da	Larry Manetti.
- Sergente (2 episodi, 1980), interpretato da	Bruce Tuthill.
- Clancy (as Henry Gale Sanders) (2 episodi, 1980), interpretato da	Henry G. Sanders.

## Produzione
La serie, ideata da Stephen J. Cannell, fu prodotta da Paramount Television e Stephen J. Cannell Productions e girata negli studios della Paramount a Los Angeles in California. Le musiche furono composte da Mike Post e Pete Carpenter.
Premiata agenzia Whitney è stata la prima serie prodotta dalla Stephen J. Cannell Productions come società indipendente (distribuita attraverso la Paramount Television, una delle due sole collaborazioni tra le due società, l'altra fu Riptide). Fu fortemente promossa dalla ABC nel momento del debutto a fine gennaio del 1980. La serie attirò un pubblico considerevole per i suoi primi episodi (fu il 29º programma più visto della stagione televisiva 1979-80 negli Stati Uniti, secondo Nielsen), ma l'audience si abbassò sostanzialmente nel finale della prima stagione e la serie non fu rinnovata per la stagione 1980-81.

### Registi
Tra i registi della serie sono accreditati:
- Reza Badiyi in 2 episodi (1980)
- Rod Holcomb in 2 episodi (1980)
- Arnold Laven in 2 episodi (1980)
- E.W. Swackhamer in 2 episodi (1980)

## Distribuzione
La serie fu trasmessa negli Stati Uniti dal 27 gennaio 1980 al 27 giugno 1980 sulla rete televisiva ABC. In Italia è stata trasmessa negli anni 1980 su Rete 4 e poi su emittenti locali con il titolo Premiata agenzia Whitney.
Alcune delle uscite internazionali sono state:
- negli Stati Uniti il 27 gennaio 1980 (Tenspeed and Brown Shoe)
- in Germania Ovest il 23 settembre 1980 (Die Schnüffler)
- in Francia il 22 marzo 1981(Timide et sans complexe)
- in Italia (Premiata agenzia Whitney)

## Episodi
| Stagione       | Episodi | Prima TV USA |
| -------------- | ------- | ------------ |
| Prima stagione | 13      | 1980         |